# Сіпавське
Сі́павське (рос. Сипавское) — село у складі Каменського міського округу Свердловської області.
Населення — 799 осіб (2010, 857 у 2002).
Національний склад станом на 2002 рік: росіяни — 86 %.